# Transorchestia enigmatica
Transorchestia enigmatica is een vlokreeftensoort uit de familie van de Talitridae. De wetenschappelijke naam van de soort is voor het eerst geldig gepubliceerd in 1967 door Bousfield & Carlton.